# Welwitschiaceae
Welwitschiaceae é uma família monotípica de plantas da ordem Gnetales com uma espécie viva, Welwitschia mirabilis, encontrada no sudoeste da África. Três espécies fósseis foram recuperadas dos estratos da Formação Crato - tardia Aptiana (baixo Cretáceo), localizados na Bacia do Araripe, no nordeste do Brasil. A planta Welwitschia produz uma goma semelhante a uma planta que cresce há 110 milhões de anos no Brasil.